# Polygala gawenensis
Polygala gawenensis är en jungfrulinsväxtart som beskrevs av M. Thulin. Polygala gawenensis ingår i släktet jungfrulinssläktet, och familjen jungfrulinsväxter. Inga underarter finns listade i Catalogue of Life.